# Cédric Chevalier
Cédric Chevalier, né le 10 mars 1973, est un homme politique français, membre du parti Horizons (HOR).
Depuis octobre 2023, il est sénateur de la Marne et membre du groupe Les Indépendants – République et territoires.

## Biographie
Cédric Chevalier est né le 10 mars 1973. Il commence ses études de droit à l'Université de Reims. Pendant son cursus il devient président de la fédération INTERCampus, fédération d'associations étudiantes appartenant aux réseau de la FAGE.
Ensuite, il debute un parcours en protection sociale à l'Univeristé Paris-Sorbonne.
Après ses études, il devient assureur. Il est directeur général de la MGEL.

### Engagements politiques

#### Mandats locaux
Il est élu conseiller municipal de Reims en 2001 et devient adjoint au maire délégué à l'enseignement supérieur de Jean-Louis Schneiter.
Il est élu maire de Saint-Léonard en mars 2014 et siège au conseil communautaire du Grand Reims. Il devient conseiller régional du Grand Est l'année suivante sur la liste d'Union de la droite (LUD) de Philippe Richert. Il est réelu conseiller régional en 2021 sur la liste d'Union du centre et de la droite (LUCD) de Jean Rottner.
Il est membre du parti Les Centristes - Le Nouveau Centre (anciennement Nouveau Centre) jusqu'en 2022, année où il rejoint Horizons.
Il démissionne de son mandat de maire en décembre 2023, à la suite de son élection sénatoriale, tout en restant conseiller municipal, conseiller communautaire et conseiller régional.

#### Mandat sénatorial
Tête de liste Horizons pour les élections sénatoriales de 2023, il est élu sénateur le 24 septembre 2023, avec 31% des voix, et devient membre du groupe Les Indépendants - République et Territoires. Il est vice-président de la commission de l'aménagement du territoire et du développement durable et siège également à la Délégation aux collectivités territoriales et à la décentralisation.
En février 2024, il devient vice-président de la commission d’enquête sur la paupérisation des copropriétés immobilière.

## Mandats et fonctions

### Mandats locaux
- 2001-2008 : adjoint au Maire de Reims, délégué à l'enseignement supérieur
- 2014-2023 : Maire de Saint-Léonard
- depuis 2014 : conseiller municipal de Saint-Léonard
- depuis 2014 : conseiller communautaire du Grand Reims (membre du bureau, chargé de la Stratégie foncière[9])
- depuis 2016 : conseiller régional du Grand Est

### Sénat
- depuis 2023 : Sénateur de la Marne

## Synthèse des résultats électoraux
| Année | Parti | Parti | Circonscription | Voix | Voix   | Rang | Sièges obtenus | Issue |
| ----- | ----- | ----- | --------------- | ---- | ------ | ---- | -------------- | ----- |
| 2023  |       | HOR   | Marne           | 484  | 31,01% | 2e   | 1 / 3          | élu   |